# Lê Hiền Đức
Lê Hiền Đức (sinh 12 tháng 12 năm 1932) là một nhà giáo hưu trí người Việt Nam, một người tích cực đấu tranh chống tham nhũng, và là một trong hai người đoạt Giải thưởng Liêm chính năm 2007 của Tổ chức Minh bạch Quốc tế.

## Hoạt động cách mạng
Bà tên thật là Phạm Thị Dung Mỹ, con út của tri phủ Thuận Thành, tỉnh Bắc Ninh. Gia đình bà có 12 anh chị em, bà tham gia hoạt động cách mạng từ rất sớm như các anh chị của mình. Năm 13 tuổi, bà đã làm liên lạc cho Mặt trận Việt Minh, cầm thư của Mặt trận đến cho cha, để phối hợp phá kho thóc của Quân đội Đế quốc Nhật Bản chia cho dân nghèo.
Từ năm 1946, bà làm giao liên, làm mật mã viên cho ngành công an, rồi hoạt động tình báo cho Sở Liêm phóng Hà Nội. Năm 1949, mới 17 tuổi bà đã được điều lên chiến khu Việt Bắc làm việc tại Nha Công an Trung ương. Nhiệm vụ của bà là dịch các tài liệu bằng mật mã từ các nơi gửi về và làm liên lạc, đưa công văn, giấy tờ sang Văn phòng Chủ tịch ở ATK. Bí danh của bà thời đó là Lê Đức. Chủ tịch Hồ Chí Minh bảo nghe giống tên con trai quá, con gái phải hiền thục, trung hậu, nên đã đặt cho bà tên là Lê Hiền Đức. Tuy nhiên, Tạ Quang Chiến, một bảo vệ của chủ tịch Hồ Chí Minh, phủ nhận điều này.
Sau thời gian hoạt động cách mạng, bà được cử đi học ở Trung Quốc. Sau ngày tiếp quản Thủ đô, bà được điều về dạy học tại trường cấp 1 Chu Văn An (Hà Nội). Bà thông thạo tiếng Pháp và tiếng Trung, sau này bà còn tự học thêm tiếng Anh và đi phiên dịch cho người nước ngoài.

## Chống tham nhũng
Từ năm 1984 khi vừa về hưu, bà bắt đầu tham gia chống tham nhũng. Với lương hưu 1.700.000 đồng/tháng, bà đã chi hầu hết số tiền này vào điện thoại, internet, báo chí và tem thư. Nhưng bà đã được các báo hỗ trợ. Công ty FPT có hỗ trợ bà tiền Internet, EVN biếu một máy điện thoại, miễn cước thuê bao. Thế là bà dùng tiền dư để đầu tư vào máy ảnh kỹ thuật số, các thiết bị điện tử để thu bằng chứng và bà dùng các phương tiện này để liên hệ với người dân cần bà giúp đỡ.
Bà giúp họ về pháp lý, tư vấn cách thức chống tham nhũng. Nhà bà ở quận Đống Đa, Hà Nội được rất nhiều người biết và tìm đến nhờ bà giúp đỡ. Bà công khai địa chỉ email để họ liên lạc với bà và lập một blog mang tên "Bà già khó chịu". Theo báo Tiền Phong vào sáng ngày 18 tháng 9 năm 2007, chịu không nổi với những trận chống tham nhũng quyết liệt của bà, một số người đã thuê người đặt vòng hoa tang trước cửa nhà bà để đe dọa. Theo bà Đức kể, ngoài chiếc vòng hoa "quái gở" này, bà còn nhận được rất nhiều cuộc điện thoại nặc danh, với những lời lẽ chửi bới, đe dọa như: "Nếu không ngừng việc chống tiêu cực, ra đường sẽ bị xe tông..."
Có rất nhiều người quý bà, họ gọi bà là "Bà già Liêm chính" và muốn trao cho bà giải thưởng, tuy nhiên cũng có nhiều người ghét bà họ gọi bà là "Ác Đức", "Thất Đức", "Bà già khó chịu", "Bà già lắm chuyện". Đảng Cộng sản Việt Nam thì cho rằng bà Lê Hiền Đức trong một số vụ việc không có liên quan nhưng vẫn tự cho mình quyền vào công sở, có hành vi thách thức, xúc phạm cán bộ, nhân viên cơ quan Nhà nước, thậm chí ngồi gọi điện thoại để cả chân lên ghế, đe dọa phá trụ sở, đập cửa cơ quan nhà nước. Bà tự cho mình là người cả thế giới biết và bà đã khiến nhiều người không khỏi bất bình.

## Giải thưởng Liêm chính
Lê Hiền Đức rất kiên trì trong công việc chống tham nhũng dù phải đối mặt với rất nhiều nguy hiểm, khó khăn, đây là lý do đặc biệt đưa bà vào vòng chung kết Giải thưởng Liêm chính năm 2007 (2007 Integrity Awards).
Lê Hiền Đức sắp được tổ chức Minh bạch Quốc tế (Transparency International) trao Giải Liêm chính, tin này được đại sứ Thụy Điển ở Việt Nam, ông Rolf Bergman tiết lộ cho báo chí Việt Nam biết ngày 3 tháng 12, bên lề diễn đàn chống tham nhũng 2007 tổ chức tại Hà Nội. Ông còn nói thêm là bà sẽ lên đường sang Đức vào đầu năm tới để nhận giải. Giải thưởng được trao không phải bằng tiền mặt, mà là tấm bằng ghi nhận công lao và một tặng vật bằng pha lê. Giải thưởng Liêm chính lần thứ sáu này nhằm ghi nhận những nỗ lực của các cá nhân hay các tổ chức để tạo ra thế giới không có tham nhũng, vì công lý, nhân quyền, tính minh bạch và liêm chính.
Ngoài bà Đức, những cá nhân và tổ chức vào vòng chung kết năm nay được chọn từ 20 đề cử khắp thế giới. Trong đó có trưởng công tố của Haiti Claudy Gassant, nhật báo Prothom Alo tại Bangladesh (liên tục đưa ra ánh sáng những vụ tham nhũng của các quan chức chính phủ ở cấp cao nhất trong vòng mười năm qua với sự chỉ đạo của tổng biên tập dũng cảm Motiur Rahman), nhóm luật sư Abdelatif Kanjae, Lhibib Lhaji và Khalid Bouhail của Maroc (đã chống lại nạn tham nhũng trong hệ thống luật pháp của nước này, giúp người dân nâng cao nhận thức về tầm quan trọng của một hệ thống pháp lý công bằng và độc lập) và giáo sư Mark Pieth từ Đại học Basel (ông chuyên về tội phạm học và luật hình sự, là thành viên của Ủy ban Điều tra độc lập về chương trình đổi dầu lấy lương thực của Liên Hợp Quốc)...
Đại sứ Thụy Điển tại Việt Nam, ông Rolf Bergman nhấn mạnh rằng
"Việt Nam cần tự hào vì có những công dân như bà Lê Hiền Đức, là người không những chỉ muốn Đảng và Nhà nước chấm dứt nạn tham nhũng, mà còn thể hiện quyết tâm mạnh mẽ, đóng góp cụ thể vào cuộc chiến chống tham nhũng... hy vọng là bà Lê Hiền Đức sẽ là tấm gương điển hình cho nhiều người Việt Nam khác".
Kết quả đề cử: Theo thông báo của Tổ chức Minh bạch thế giới vào ngày 12 tháng 12 năm 2007 thì bà Lê Hiền Đức đã chính thức đoạt giải thưởng Liêm chính cho năm 2007.

## Hoạt động tiếp tục
Bà Lê Hiền Đức tiếp tục hoạt động xã hội, trong đó là việc giúp đỡ những người bị nhà nước tịch thu đất, đang khiếu kiện đòi lại. Đối với bà: 
| “ | Cứ phải có quyền lợi liên quan thì mới lên tiếng, thì mới vào à?... Tôi không vô cảm... | ” |

## Chính kiến
- Có mặt trong danh sách những người đã ký trong "Kiến nghị về sửa đổi Hiến pháp 1992" phổ biến vào ngày 19 tháng 01 năm 2013 tại Hà Nội[10]